# 806-й авиаремонтный завод
806 авиаремонтный завод, войсковая часть 48742

## История
После появления в 1953 году на аэродроме Салка 765-го истребительного авиационного  полка, 5 мая 1960 года для нужд 87-й истребительной авиационной дивизии ПВО была сформирована 706я авиаремонтная мастерская, которая занималась ремонтом самолётов МиГ-15 и МиГ-17. 01 марта 1967 года мастерская была реформирована в 3698-ю авиаремонтную базу (авиаремонтное предприятие АРП - в/ч 48742). Предприятие специализировалось на капитальном ремонте самолётов Су-9. С 1978 года коллектив приступил к ремонту изделия нового типа - МиГ-23.
Этапы освоения модификаций МиГ-23:
- 1978-1980 г.г. - МиГ-23УБ (изделие 23УБ);
- 1980-1987 г.г. - МиГ-23М (изделие 23М);
- 1983-1988 г.г. - освоена и производилась доработка МиГ-23МЛ (изделие 23-12) под вариант МиГ-23МЛД (изделие 23-18);
- с 1987 г. - МиГ-23П (изделие 23П);
- в 1987 г. - была выполнена доработка четырёх экземпляров МиГ-23МЛД (изделие 23-18) под вариант МиГ-23МЛДГ (изделие 23-57).

Коллектив завода также освоил ремонт вооружения самолётов Су-9 и МиГ-23: изделие 67 (авиационная ракета Р-55) и изделие 62К (авиационная ракета Р-60).
В 1982 году выполнял ремонт Су-17, принадлежащий Летно-испытательной базе.
В 90е годы завод брал заказы на ремонт гражданской авиатехники: Ан-2, Як-18Т, Як-52.
В разные годы на заводе трудилось до 1300 специалистов.
В 1993 году предприятие было реформировано в 806й авиаремонтный завод. В состав завода входили производственные цеха:
1. Центральная заводская лаборатория;
2. Летная-испытательная станция;
3. Цех №1 (корпус 201) - разборочный цех;
4. Цех №4 (корпус 200) - сборочный цех;
5. Цех №3 - ремонт электрооборудования;
6. Цех по ремонту вооружения.

В 1994 году 806й авиаремонтный завод (в/ч 48742) была реорганизована в 1627-ю базу хранения и разделки, которая была ликвидирована в 2006 году.

## Командование
| ФИО                          | Звание    | Срок службы                       |
| ---------------------------- | --------- | --------------------------------- |
| Назаров Александр Степанович | Майор     | С 14.04.1967 г. по 05.04.1968 г.  |
| Тышецкий Юрий Борисович      | Полковник | С апреля 1968 г. по 02.02.1986 г. |
| Иванов Владимир Васильевич   | Полковник | С 20.02.1986 г. по 27.07.1993 г.  |
| Сизов Виктор Михайлович      | Полковник | С 09.07.1993 г. по 29.04.1995 г.  |
| Белецкий Эдуард Николаевич   | Полковник | С 30.04.1995 г. по 2004 г.        |

## Лётный состав
- Подполковник Гулаков Евгений Иванович;
- Подполковник Дарбинян;
- Подполковник Носов Иван Алексеевич;
- Подполковник Марьин Валерий Николаевич;
- Подполковник Павлов Михаил Иванович.